# Aframax

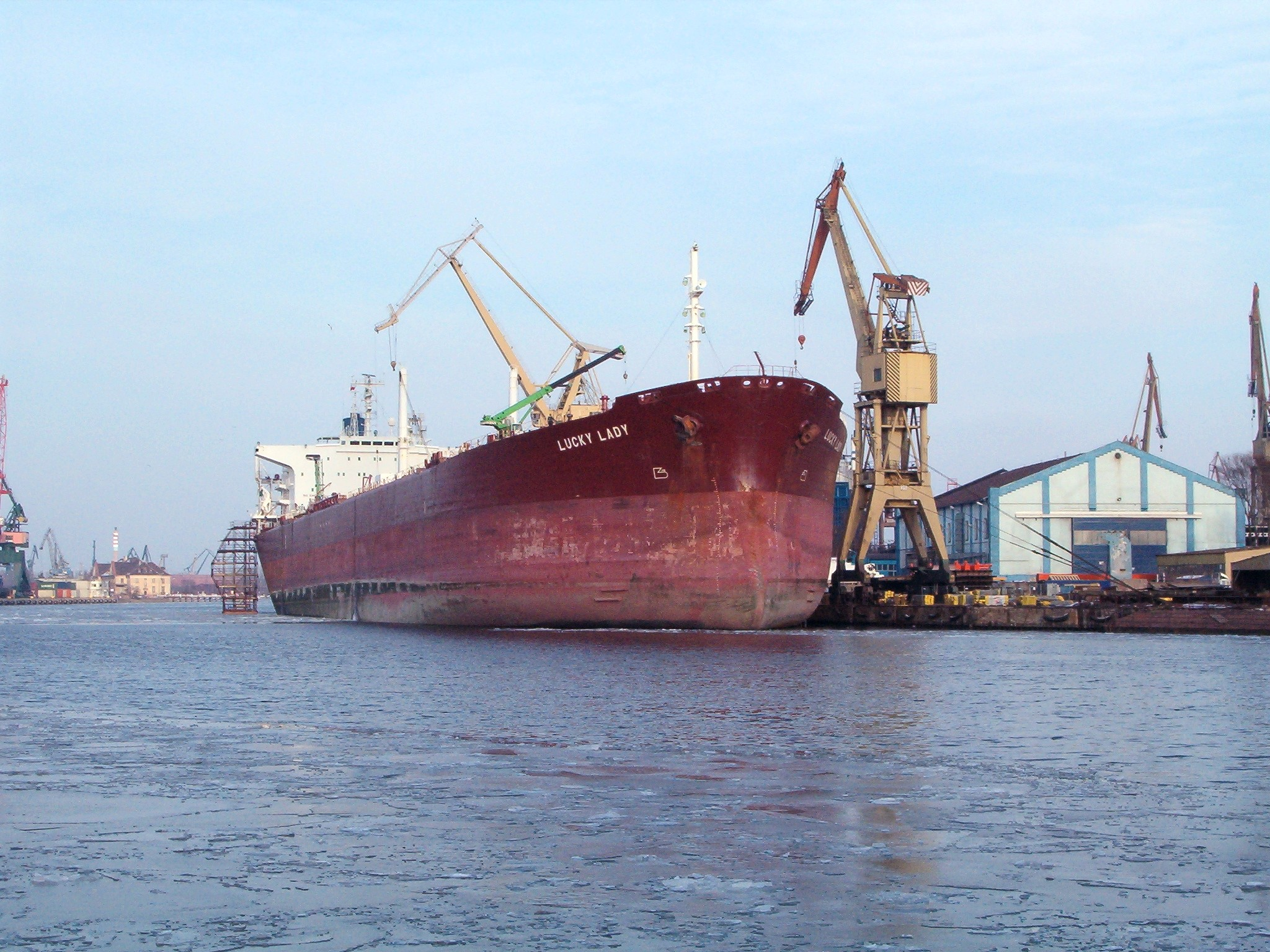
Aframax Lucky Lady podczas remontu stoczniowego w Gdańsku

Aframax (average freight rate assessment maximal) – tankowiec o nośności od 80 do 120 tysięcy DWT.
Statki tej wielkości są najpopularniejszą klasą zbiornikowców. Zapewniają też największą elastyczność przewozową zawijając do większości terminali naftowych. Nie ma też problemu z zapewnieniem dla nich całostatkowych ładunków, przewozi się nimi surową (nieprzetworzoną) ropę naftową jak i produkty jej przerobu. Najczęściej  eksploatowane są na trasach atlantyckich, tj.: pomiędzy Wenezuelą; wschodnim wybrzeżem Meksyku, USA, Kanady; państwami północno-zachodniej Europy oraz basenu Morza Śródziemnego.